# Changement de nom de communes en France dans les années 1840
Pour des articles plus généraux, voir Changement de nom de communes en France et Changement de nom de communes en France au XIXe siècle.
Cet article présente une liste des changements de nom de communes en France dans les années 1840.

## 1840
| Code INSEE | Ancienne dénomination | Département         | Nouvelle dénomination | Date                       |
| ---------- | --------------------- | ------------------- | --------------------- | -------------------------- |
| 66003      | Arles-les-Bains       | Pyrénées-Orientales | Amélie-les-Bains      | Ordonnance du 7 avril 1840 |
| 66008      | Argelès               | Pyrénées-Orientales | Argelès-sur-Mer       | Ordonnance du 7 avril 1840 |
| 85162      | Nieul-Denant          | Vendée              | Nieul-sur-l'Autise    | Ordonnance du 7 avril 1840 |

## 1841
| Code INSEE | Ancienne dénomination    | Département  | Nouvelle dénomination | Date                       |
| ---------- | ------------------------ | ------------ | --------------------- | -------------------------- |
| 30120      | Castillon                | Gard         | Castillon-de-Ganières | Ordonnance du 14 juin 1841 |
| 41297      | Ivoy (ou Ivoy-le-Galeux) | Loir-et-Cher | Ivoy-le-Marron        | Ordonnance du 14 juin 1841 |

## 1842
| Code INSEE | Ancienne dénomination   | Département                       | Nouvelle dénomination | Date                           |
| ---------- | ----------------------- | --------------------------------- | --------------------- | ------------------------------ |
| 94069      | Charenton-Saint-Maurice | Seine (actuellement Val-de-Marne) | Saint-Maurice         | Ordonnance du 25 décembre 1842 |

## 1843
| Code INSEE | Ancienne dénomination | Département                             | Nouvelle dénomination    | Date                      |
| ---------- | --------------------- | --------------------------------------- | ------------------------ | ------------------------- |
| 78614      | Thionville            | Seine-et-Oise (actuellement Yvelines)   | Thionville-sur-Opton     | Ordonnance du 25 mai 1843 |
| 91184      | Courdimanche          | Seine-et-Oise (actuellement Essonne)    | Courdimanche-sur-Essonne | Ordonnance du 25 mai 1843 |
| 95019      | Arnouville            | Seine-et-Oise (actuellement Val-d'Oise) | Arnouville-lès-Gonesse   | Ordonnance du 25 mai 1843 |
| 95039      | Auvers                | Seine-et-Oise (actuellement Val-d'Oise) | Auvers-sur-Oise          | Ordonnance du 25 mai 1843 |
| 81122      | Pinet                 | Tarn                                    | La Capelle-Pinet         | Loi du 24 juillet 1843    |

## 1845
| Code INSEE | Ancienne dénomination    | Département                           | Nouvelle dénomination | Date                           |
| ---------- | ------------------------ | ------------------------------------- | --------------------- | ------------------------------ |
| 64251      | Parenties-Guinarthe      | Basses-Pyrénées                       | Guinarthe-Parenties   | Ordonnance du 16 mai 1845      |
| 78478      | Paray-le-Moineau         | Seine-et-Oise (actuellement Yvelines) | Paray-Douaville       | Ordonnance du 14 juin 1845     |
| 10318      | Saint-Pierre-de-Bossenay | Aube                                  | Rigny-la-Noneuse      | Ordonnance du 7 septembre 1845 |

## 1846
| Code INSEE | Ancienne dénomination | Département | Nouvelle dénomination    | Date                       |
| ---------- | --------------------- | ----------- | ------------------------ | -------------------------- |
| 14614      | Cartigny-Tesson       | Calvados    | Sainte-Marguerite-d'Elle | Ordonnance du 8 mars 1846, |
| 18168      | Boucard               | Cher        | Le Noyer                 | Ordonnance du 8 mars 1846, |
| 46273      | Saint-Laurent         | Lot         | Saint-Laurent-les-Tours  | Ordonnance du 8 mars 1846, |
| 32405      | Saint-Lary            | Gers        | Sainte-Radegonde         | Ordonnance du 27 août 1846 |

## 1847
| Code INSEE | Ancienne dénomination   | Département      | Nouvelle dénomination       | Date                          |
| ---------- | ----------------------- | ---------------- | --------------------------- | ----------------------------- |
| 24100      | Reilhac-et-Champniers   | Dordogne         | Champniers-et-Reilhac       | Ordonnance du 6 février 1847  |
| 36100      | Lourouër                | Indre            | Lourouër-Saint-Laurent      | Ordonnance du 6 février 1847  |
| 36165      | Pouligny                | Indre            | Pouligny-Saint-Pierre       | Ordonnance du 6 février 1847  |
| 36185      | Saint-Christophe        | Indre            | Saint-Christophe-en-Bazelle | Ordonnance du 6 février 1847  |
| 36177      | Sacierges               | Indre            | Sacierges-Saint-Martin      | Ordonnance du 6 février 1847  |
| 36211      | Sassierges              | Indre            | Sassierges-Saint-Germain    | Ordonnance du 6 février 1847  |
| 52504      | Varennes                | Haute-Marne      | Varennes-sur-Amance         | Ordonnance du 14 avril 1847   |
| 53244      | Saint-Ouen-des-Oies     | Mayenne          | Saint-Ouen-des-Vallons      | Ordonnance du 14 avril 1847   |
| 03080      | Cognat                  | Allier           | Cognat-Lyonne               | Ordonnance du 30 mai 1847     |
| 35124      | Fougeray                | Ille-et-Vilaine  | Grand-Fougeray              | Ordonnance du 30 mai 1847     |
| 40243      | Rion                    | Landes           | Rion-les-Landes             | Ordonnance du 30 mai 1847     |
| 44077      | Joué                    | Loire-Inférieure | Joué-sur-Erdre              | Ordonnance du 30 mai 1847     |
| 48132      | Saint-Alban             | Lozère           | Saint-Alban-sur-Limagnole   | Ordonnance du 30 mai 1847     |
| 54196      | Flavigny                | Meurthe          | Flavigny-sur-Moselle        | Ordonnance du 30 mai 1847     |
| 57433      | Maizières               | Moselle          | Maizières-lès-Metz          | Ordonnance du 30 mai 1847     |
| 21295      | Gevrey                  | Côte-d'Or        | Gevrey-Chambertin           | Ordonnance du 17 octobre 1847 |
| 28360      | Levâville-Saint-Sauveur | Eure-et-Loir     | Saint-Sauveur-Levâville     | Ordonnance du 17 octobre 1847 |
| 55132      | Cousances               | Meuse            | Cousances-aux-Forges        | Ordonnance du 17 octobre 1847 |

## 1848
| Code INSEE | Ancienne dénomination | Département    | Nouvelle dénomination | Date                      |
| ---------- | --------------------- | -------------- | --------------------- | ------------------------- |
| 37122      | Joué                  | Indre-et-Loire | Joué-lès-Tours        | Arrêté du 21 juillet 1848 |